# (100341) 1995 ST44
(100341) 1995 ST44 es un asteroide perteneciente a asteroides que cruzan la órbita de Marte, descubierto el 25 de septiembre de 1995 por el equipo del Spacewatch desde el Observatorio Nacional de Kitt Peak, Arizona, Estados Unidos.

## Designación y nombre
Designado provisionalmente como 1995 ST44.

## Características orbitales
1995 ST44 está situado a una distancia media del Sol de 2,354 ua, pudiendo alejarse hasta 3,080 ua y acercarse hasta 1,627 ua. Su excentricidad es 0,308 y la inclinación orbital 3,990 grados. Emplea 1319 días en completar una órbita alrededor del Sol.

## Características físicas
La magnitud absoluta de 1995 ST44 es 16,2.